# Siegel Virginias

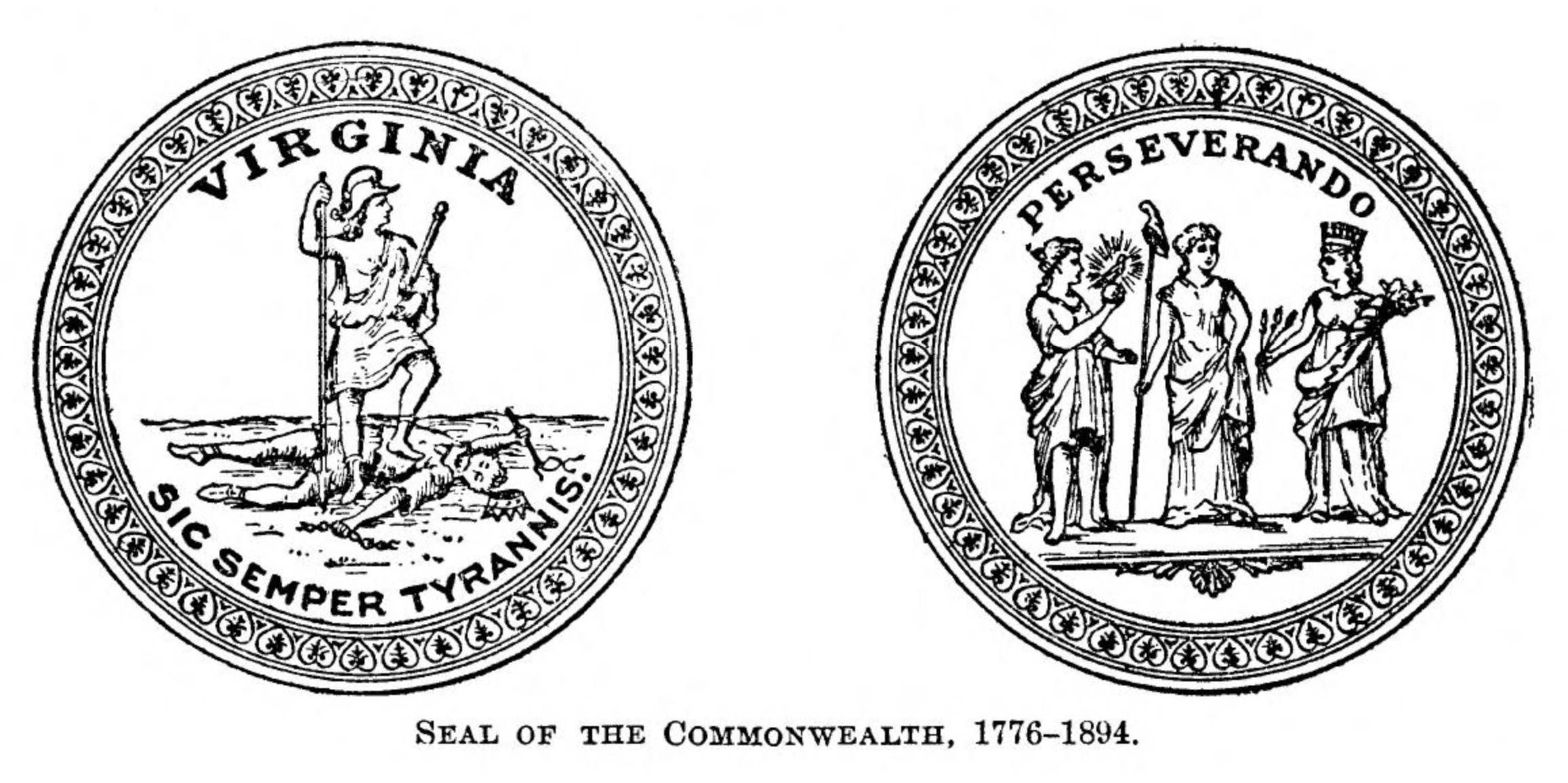
Siegel Virginias

Das Siegel des US-Bundesstaates Virginia wurde im Jahr 1776 als offizielles Siegel angenommen.

## Beschreibung

Flagge Virginias

Das weiß umrandete, von einer Bordüre mit Weinlaub und Trauen umgebene Siegel zeigt in der Mitte als allegorische  eine behelmte, blau gekleidete Frau als allegorische Gestalt, die ikonographische Elemente unterschiedlicher Herkunft zu einer neuen Aussage verbindet. Es handelt sich, wie sich aus der Beschriftung und der ikonographischen Tradition sowie einem der Details ergibt, um die Personifikation des Staates Virginia, der durch die Anspielung der Bordüre auf die sogenannte Kalebstraube (Num 13–14 ) als das Gelobte Land ausgewiesen wird. Virginia ist als Siegerin über einen toten Tyrannen dargestellt. Dabei stellt sie einen Fuß auf den Besiegten und stützt sich auf einen Speer. In der linken Hand trägt sie ein Schwert. Dieser werden zum einen durch Rückgriff auf die Darstellungstradition der antiken Göttin der Pallas Athene und seit 1901 zusätzlich auf die der römischen Libertas (Freiheit) respektive der Liberté, der ersten der drei Devisen Freiheit, Gleichheit, Brüderlichkeit der Französischen Revolution, zwei der vier Kardinaltugenden attestiert. Athene mit Helm und Lanze weist in antiker Tradition vor allem auf Prudentia (Klugheit) und Fortitudo (Tapferkeit), hin, Libertas mit entblößter linker Brust hingegen auf die neuzeitliche Darstellungstradition des politischen Ideals der Libertas (Freiheit), deren bekanntestes Beispiel das berühmte Gemälde Die Freiheit führt das Volk von Eugène Delacroix ist. Alle drei in ihrer Gestalt verkörperten Tugenden machen Virginia zur Siegerin über den Tyrannen, der wehrlos am Boden liegend dargestellt ist. Dabei stellt sie einen Fuß auf den Besiegten und stützt sich auf ihren Speer. In der linken Hand trägt sie ein mit der Spitze nach oben gerichtetes Schwert, ein ikonographisches Detail, das aus der Darstellungstradition von Herrschern und Länderpersonifikationen stammt und auf die Souveränität verweist. linke Brust nackt dargestellt.
Der Tyrann – gemeint ist in der Situation des Kampfes der dreizehn britischen Kolonien Amerikas, zu denen Virginia gehörte, um ihre Unabhängigkeit im Verlauf der Amerikanischen Revolution das damalige Königreich Großbritannien – hält als Werkzeuge der Versklavung in der linken Hand eine zerschlagene Kette und in der Rechten eine Peitsche. Die gefallene Krone verdeutlicht den Sturz des Monarchen und die Loslösung von der Monarchie.
Über der Frauenfigur steht als Text der Name des Staates Virginia, darunter das über die aktuelle raumzeitliche Situation hinaus auf historische Erfahrung Bezug nehmende und in die Zukunft weisende lateinische Motto:
„Sic semper tyrannis!“ („So immer den Tyrannen!“, das heißt: „so ist es immer schon den Tyrannen ergangen, und so wird es ihnen auch in Zukunft ergehen!“).
Das Siegel findet sich wieder in der Flagge Virginias.